# 范代爾 (阿肯色州)
范代爾（英語：Vanndale）是位於美國阿肯色州克羅斯縣的一個非建制地區。該地的面積和人口皆未知。

## 地理
范代爾的座標為35°18′48″N 90°46′26″W / 35.31333°N 90.77389°W，而該地的平均海拔高度為84米（即276英尺）。